# Люхэ
Люхэ́ (кит. упр. 柳河, пиньинь Liǔhé) — уезд городского округа Тунхуа провинции Гирин (КНР). Название уезда происходит от местной речки Люшухэцзы.

## История
Уезд Люхэ был образован в 1907 году.
В 1931 году Маньчжурия была оккупирована японцами, создавшими в 1932 году марионеточное государство Маньчжоу-го. В 1933 году территория Маньчжоу-го была разделена на 14 провинций, и уезд Люхэ вошёл в состав провинции Тунхуа.
По окончании Второй мировой войны правительство Китайской республики осуществило административно-территориальный передел Северо-Востока, и уезд Люхэ вошёл в состав провинции Аньдун. В 1949 году провинция Аньдун была расформирована, и уезд Люхэ вошёл в состав новой провинции Ляодун. После расформирования в 1954 году провинции Ляодун уезд Люхэ вошёл в состав провинции Гирин.

## Административное деление
Уезд Люхэ делится на 12 посёлков, 2 волости и 1 национальную волость.